# 姑咱镇
姑咱镇，是中华人民共和国四川省甘孜藏族自治州康定县下辖的一个乡镇级行政单位。1992年鱼通区公所撤销后，设立姑咱镇。2019年12月，撤销时济乡，将其所属行政区域划归姑咱镇管辖，姑咱镇人民政府驻金正巷66号。

## 历史
姑咱镇历史上为鱼通土司（鱼通长官司）所在地，雍正七年天全土司改土归流后，鱼通土司顶天全土司的位置，以凑足嘉绒十八家土司。

## 行政区划
姑咱镇下辖以下地区：
章古村、抗州村、日角村、若吉村、郎鼓村、时济村、庄上村、叫吉村、大坝村、浸水村、上瓦斯村、下瓦斯村、羊厂村、日地村、达杠村、第一居民委员会、第二居民委员会、第三居民委员会。

## 教育
四川民族学院